# Thomas Batliner
Thomas Batliner (* 3. April 1959) ist ein liechtensteinischer Springreiter und Trainer.

## Leben
Batliner wurde 1959 als zweites von vier Kindern, und ältester Sohn, des liechtensteinischen Rechtsanwaltes, Finanztreuhänders und Kunstsammlers Herbert Batliner geboren.
Durch seinen Vater kam Batliner bereits als Kind mit dem Reitsport in Berührung. Mit 13 Jahren nahm er an seinem ersten Springturnier teil. Im Laufe seiner sportlichen Karriere absolvierte er eine Vielzahl von Turnieren, sowie mehrere Europameisterschaften. 1988 nahm er an den Olympischen Sommerspielen in Seoul teil. 1994 erfolgte seine Teilnahme an der Weltmeisterschaft in Den Haag.
Batliner, der 1988 auch eine Trainerlizenz erhielt, ist Besitzer der im September 1989 von ihm eröffneten Reitanlage Rhetaca in Mauren. Zwischen 1995 und 2005 war er Mitorganisator des CSI Mauren, das in dieser Zeit insgesamt achtmal stattfand. Batliner ist verheiratet.
Wie sein Vater ist er Mitglied der katholischen Studentenverbindung AV Austria Innsbruck im ÖCV.